# Наталія Мелікян

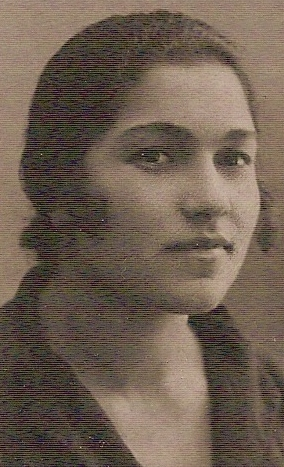
Наталія Мелікян — студентка Єреванського державного університету

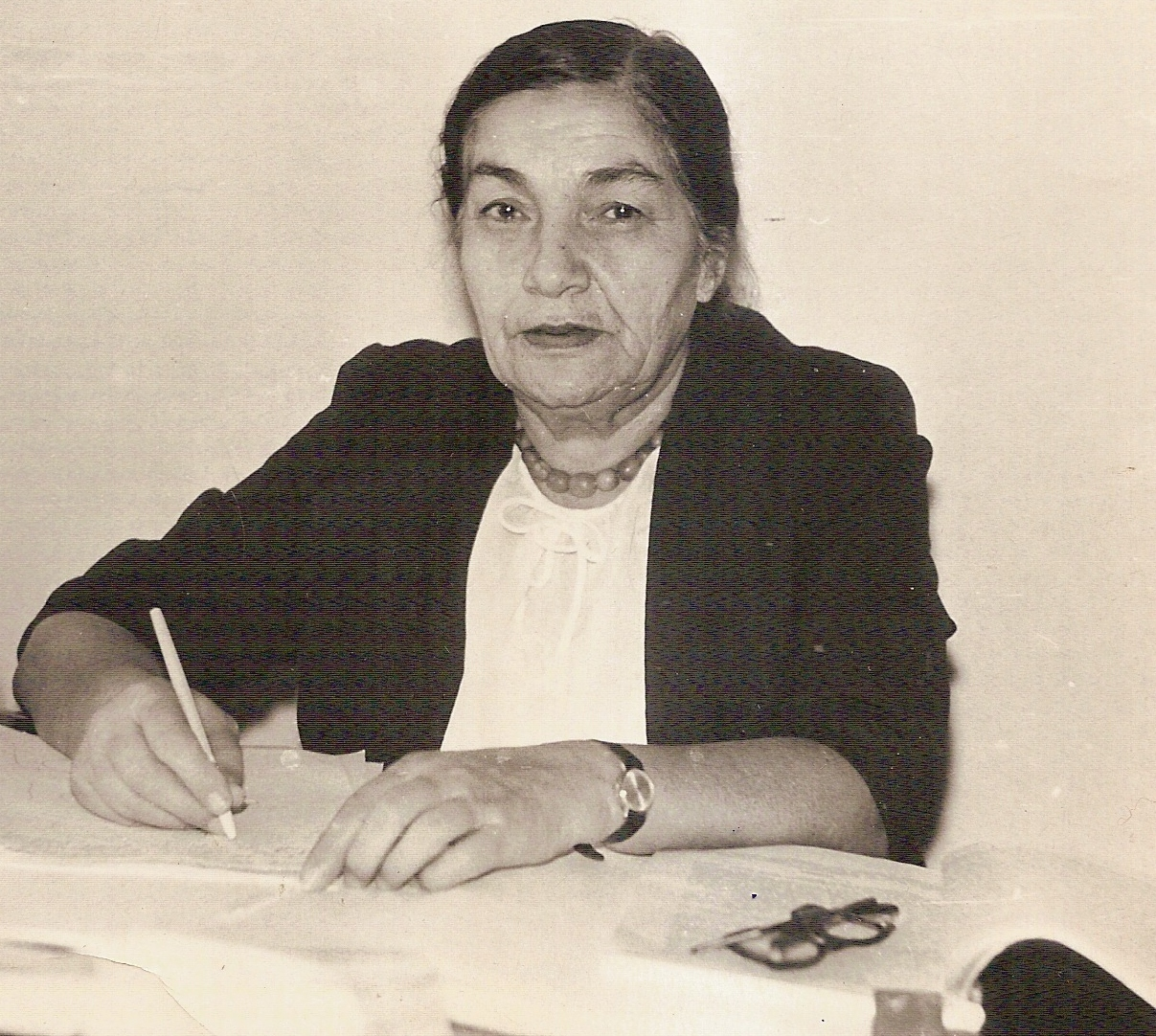
Професорка Наталія Мелікян

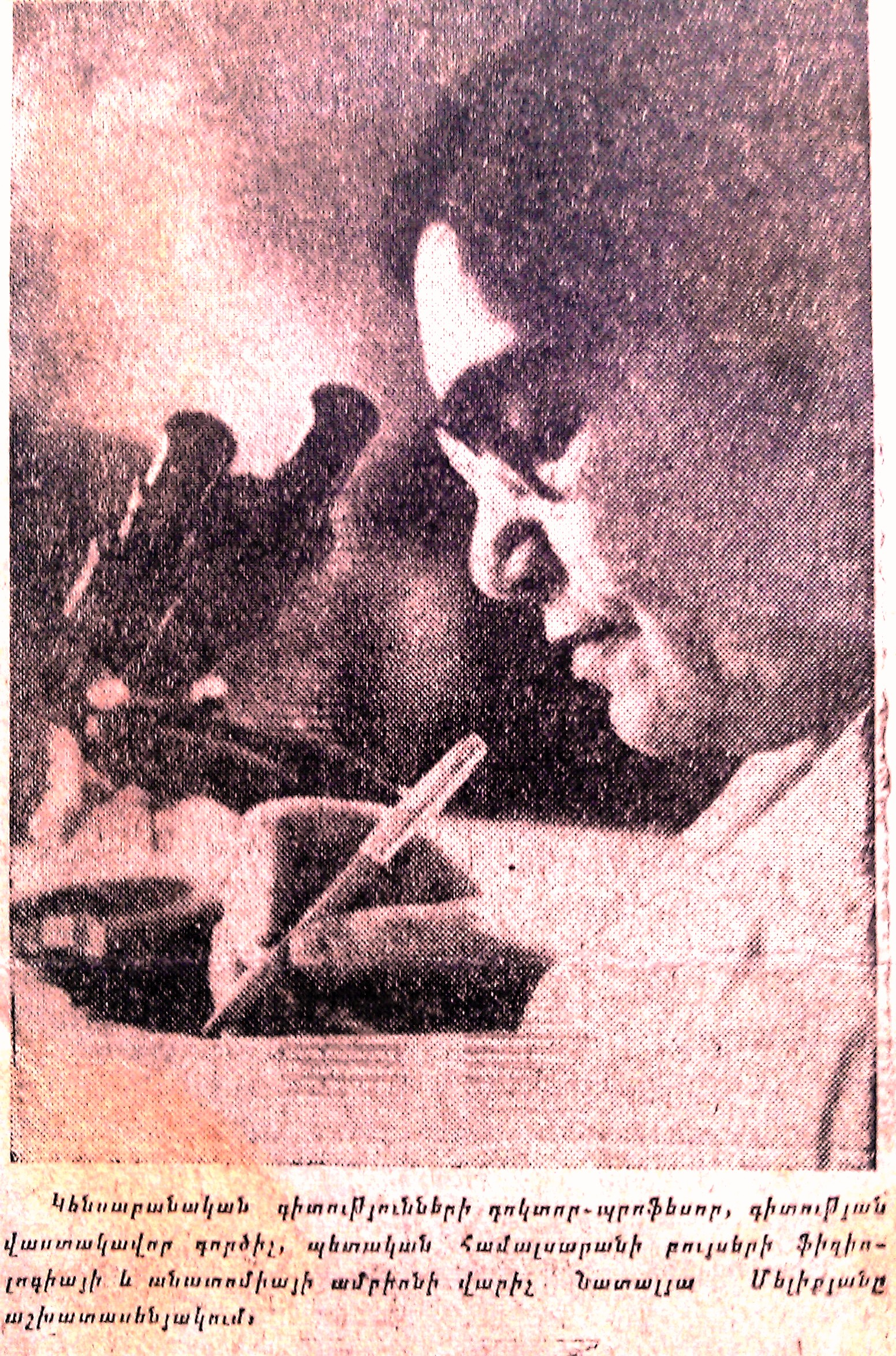
Доктор біологічних наук, професорка, Заслужений діяч науки, завідувачка кафедри анатомії і фізіології рослин Єреванського державного університету Наталія Мелікян в лабораторії

Наталія Меліківна Мелікян (вірм. Նատալյա Մելիքի Մելիքյան; нар. 20 травня 1906, с. Муршудалі, Єреванської губернії Російської імперії — пом. 25 липня 1989, Єреван, Вірменської РСР) — вірменська вчена, доктор біологічних наук, професорка, Заслужений діяч науки Вірменської РСР (7.03.1967).

## Життєпис
Наталія Мелікян (Тер-Меліксетян) народилася 20 травня 1906 року у великому вірменському селі Муршудалі Сурмалінського повіту Єреванської губернії. Два роки навчалася в початковій школі Игдира. Врятувавшись від Геноциду вірмен, в 1918 році родина Мелікян знаходить притулок в Єревані.
Наталія Мелікян у 1926 році закінчила школу імені Олександра М'ясникова в Єревані та два роки працювала вчителькою початкової школи, в Разданському районі.
В 1928—1931 роках Мелікян знову навчалася — на педагогічному факультеті Єреванського державного університету. Після закінчення університету вона вступила до аспірантури на кафедру анатомії і фізіології рослин і в 1933 році починає проводити свої дослідження на кафедрі фізіології рослин факультеті біології Московського державного університету під керівництвом професора Дмитра Сабініна.
У 1934 році після повернення до Єревану Наталія Мелікян почала працювати в Єреванському державному університеті, на кафедрі анатомії і фізіології рослин новоствореного факультету біології асистенткою професора Акіма Беделяна, а пізніше як завідувачка лабораторією.
У 1939 році в Ленінградському університеті під керівництвом завідувача кафедри Фізіології рослин професора Сергія Львова, Наталія Мелікян захистила дисертацію на здобуття наукового ступеня кандидата біологічних наук за темою «Вивчення олії льону-кудряша в умовах Вірменії». У 1940 році отримала вчене звання доцента. Вела курс анатомії і фізіології рослин. У ті роки Мелікян разом з біологом Олександром Араратяном займалася дослідженням дикорослих жиромасличных рослин Вірменії, в цілях промислового застосування. Друга світова війна перервала всі плани. У 1942 році на війні загинув чоловік Н. Мелікян (Керч, травень 1942).
Разом з прибулим з Москви професором Михайлом Чайлахяном, який підтримував тісні зв'язки з кафедрою протягом 50 років, Мелікян почала вивчати накопичення лігніну і анатомічні характеристики стебел рослин. Результати досліджень були узагальнені в монографії «Структурні зміни і накопичення лігніну в рослинах у зв'язку з умовами середовища» [Архівовано 17 травня 2017 у Wayback Machine.], опублікованій в 1959 році. Ця праця має важливу теоретичну і практичну значимість. Пізніше, в 1964 році на основі цих досліджень Мелікян захистила дисертацію [Архівовано 23 лютого 2015 у Wayback Machine.] на здобуття наукового ступеня доктора біологічних наук, а в 1966 році отримала вчене звання професора.
З 1962 по 1977 роки Наталія Мелікян керувала кафедрою анатомії і фізіології рослин Єреванського державного університету, а пізніше, з 1977 по 1985 роки працювала професором-консультантом кафедри. З 1962 по 1982 роки вона була науковим керівником на кафедрі з проблеми «анатомічні, фізіологічні та біохімічні особливості створення клубнів рослин». На основі цих та інших досліджень на кафедрі було захищено ряд кандидатських дисертацій.
Спільно з науково-педагогічною діяльністю Наталія Мелікян брала активну участь у суспільному житті. За особливі заслуги вона була нагороджена орденом «Знак пошани» (1953), а також іншими медалями та грамотами. У 1967 році Наталії Мелікян було присвоєно звання Заслуженого діяча науки Вірменської РСР.
Наталія Мелікян померла 1989 року у віці 83 років у Єревані.

### Родина
- Батько — Мелік Тер-Меліксетян [Архівовано 17 травня 2017 у Wayback Machine.].
- Мати — Маріам Мкртчян.
- Брат — Георгій Мелікович Мелікян (1913-2007) — професор, кандидат технічних наук
- Чоловік — Барсег Григорович Мурадян [Архівовано 9 листопада 2016 у Wayback Machine.] (1904—1942), одружилась у 1931 році.
- Син — Віул Барсегович Мурадян (1932—1986) — геолог, кандидат технічних наук.
- Дочка — Неллі Барсегівна Мурадян (1942—2015) — біологиня.

### Видані праці
- Меликян Н. М. Изучение масла льна в условиях Армении (Հայաստանի կտավհատի յուղի ուսմնասիրությունը) // Научные труды XVI, Ереванский государственный университет 1941
- Меликян Н. М. О влиянии условий прохождения световой стадии развития на анатомическое строение растениях // Научные труды XXXII, Ереванский государственный университет 1951
- Меликян Н. М. Накопление лигнина в некоторых лесных видах в зависимости от водного режима (Լիգնինի կուտակումը մի քանի անտառային տեսակների մեջ՝ կապված ջրային ռեժիմի հետ) // Научные труды XXXIII, Ереванский государственный университет, 1952
- Араратян А. Г., Меликян Н. М. Дикорастущие жиромасличные растения Армении // Сборник научных трудов Армянского сельскохозяйственного института N9, Академия наук Армянской ССР 1955
- Меликян Н. М. Анатомические различия и количество лигнина в стеблях неполёгших и полёгших растений пшеницы, Научные труды N64 // Ереванский государственный университет 1958
- Меликян Н. М., Цовян Ж. В. Динамика накопления лигнина и структурные изменения кукурузы в зависимости от применения различных удобрений // Научные труды N69, Ереванский государственный университет 1959
- Меликян Н. М. Структурные изменения и накопление лигнина в растениях в связи с условиями среды, Издательство Ереванского университета 1959
- Меликян Н. М., Цовян Ж. В. Особенности формирования конусов роста глазков клубней картофеля в условиях Севана и Араратской равнины [Архівовано 9 листопада 2016 у Wayback Machine.]. // Биологический журнал Армении 16 (7), Академия наук Армянской ССР 1963
- Меликян Н. М., Гукасян И. А., Газарян Б. А. Влияние гиббереллина на анатомическое строение и накопление лигнина в растениях // Ученые записки 1 (105) Ереванский государственный университет 1967
- Меликян Н. М., Азарян К. Г. Влияние регуляторов роста и фотопериодической индукции на камбиальную деятельность абиссинской капсулы и периллы краснолистной // Доклады XLIX, Академия наук Армянской ССР 1969
- Меликян Н. М., Цовян Ж. В. Особенности формирования почек на клубнях картофеля [Архівовано 4 березня 2016 у Wayback Machine.] // Биологический журнал Армении 22 (2), Академия наук Армянской ССР 1969
- Меликян Н. М., Цовян Ж. В. Формирование и развитие перидермы на клубнях картофеля [Архівовано 4 березня 2016 у Wayback Machine.] // Биологический журнал Армении 24 (3), Академия наук Армянской ССР 1971
- Меликян Н. М. Введение в анатомию растений (Բույսերի անատոմիայի ներածություն), Издательство Ереванского университета 1972
- Меликян Н. М., Азарян К. Г. Влияние разных способов обработки гиббереллинном на камбиальную деятельность стеблей картофиля [Архівовано 9 листопада 2016 у Wayback Machine.] // Биологический журнал Армении 26 (11), Академия наук Армянской ССР 1973
- Меликян Н. М. Меристематическая ткань (Մերիստեմային հյուսվածք), Издательство Ереванского университета 1974
- Азарян К. Г., Меликян Н. М., Панян С. С. Влияние регуляторов роста на структурные особенности картофеля. / Регуляторы роста и развитие растений. Тезисы докладов. — М.: Наука, 1981
- Азарян К. Г., Меликян Н. М., Папян С. С. Действие регуляторов роста на анатомическое строение листьев картофеля [Архівовано 4 березня 2016 у Wayback Machine.] // Биологический журнал Армении 35 (1), Академия наук Армянской ССР 1982
- Азарян К. Г., Меликян Н. М., Папян С. С. Формирование структуры стебля картофеля под влиянием различных концентраций гиббереллина [Архівовано 9 листопада 2016 у Wayback Machine.] // Биологический журнал Армении 40 (1), Академия наук Армянской ССР 1987